# Josef Král (coureur)
Josef Král (Dvůr Králové nad Labem, 15 juni 1990) is een autocoureur uit Tsjechië die anno 2009 in de GP2 Asia Series rijdt.

## Loopbaan
- 2005: Tsjechische Formule 1400, team onbekend (3e in kampioenschap).
- 2006: Formule BMW ADAC, team Micánek Motorsport.
- 2007: Formule BMW UK, team Räikkönen Robertson Racing (6 overwinningen, 2e in kampioenschap).
- 2007: Formule BMW ADAC, team ADAC Berlin-Brandenburg (2 races).
- 2007-08: A1GP, team A1 Team Tsjechië (2 races).
- 2008: International Formula Master, team Team JVA (1 overwinning).
- 2009: International Formula Master, team JD Motorsport (2 overwinningen, 3e in kampioenschap).
- 2009-10: GP2 Asia Series, team Super Nova Racing.

## GP2-resultaten

### GP2 Asia-resultaten
| Jaar    | Inschrijving      | 1          | 2          | 3        | 4        | 5        | 6        | 7        | 8        | Rang | Punten |
| ------- | ----------------- | ---------- | ---------- | -------- | -------- | -------- | -------- | -------- | -------- | ---- | ------ |
| 2009-10 | Super Nova Racing | ABU1 FEA 5 | ABU1 SPR 3 | ABU2 FEA | ABU2 SPR | BHR1 FEA | BHR1 SPR | BHR2 FEA | BHR2 SPR | 4*   | 8*     |

* Seizoen loopt nog.